# Trường Đại học Lương Thế Vinh
Trường Đại học Lương Thế Vinh là một trường đại học được thành lập ngày 5 tháng 12 năm 2003 theo Quyết định số 259/2003/QĐ-TTg của Thủ tướng Chính phủ Phan Văn Khải
Trước đây trường còn có tên là Trường Đại học Dân lập Lương Thế Vinh, ngày 29/5/2006, Phó Thủ tướng Chính phủ Phạm Gia Khiêm đã ký Quyết định số 122/2006/QĐ-TTg, cho phép đổi tên Trường thành Trường Đại học Lương Thế Vinh theo tên một nhà toán học Việt Nam thời Hậu Lê, đang chuyển sang loại hình trường đại học tư thục và sẽ hoạt động theo quy chế trường đại học tư thục
Trường đào tạo đa ngành - đa lĩnh vực, từ bậc trung cấp, cao đẳng đến đại học, bao gồm các chuyên ngành như: Tin học, Cơ khí, Xây dựng, Kế toán, Du lịch, Nuôi trồng thủy sản,...
Địa chỉ: Đường Cầu Đông, Phường Lộc Vượng, Thành phố Nam Định
Điện thoại tư vấn tuyển sinh: 03.8259.8259

## Hiệu Trưởng qua các nhiệm kỳ
- GS-TSKH. NGND Hoàng Trọng Yêm (nguyên Hiệu trưởng trường đại học Bách khoa Hà Nội)
- NGƯT-PGS.TS. Nguyễn Văn Hùng (nguyên Hiệu trưởng Đại học Xây dựng)
- PGS-TS. Lê Trần Lâm (nguyên Giám đốc Sở khoa học công nghệ Hà Nội)
- NGƯT.TS. Nguyễn Ngọc Hùng (nguyên phó hiệu trưởng Đhspkt Nam Định)

## Các khoa đào tạo
Hiện trường có 8 khoa:
- Khoa Công nghệ thông tin
- Khoa Kinh tế
- Khoa Kỹ thuật Nông nghiệp
- Khoa Ngoại ngữ - Việt Nam học
- Khoa Kỹ thuật Công nghiệp
- Khoa Xây dựng
- Khoa Mác - Lênin - Tư tưởng Hồ Chí Minh
- Khoa Khoa học cơ bản